# 鵜沼山崎町
鵜沼山崎町（うぬまやまざきちょう）は、岐阜県各務原市の地名。現行行政町名は鵜沼山崎町一丁目から鵜沼山崎町九丁目。

## 地理
各務原市の東部の鵜沼地区に位置し、木曽川を挟んで愛知県犬山市と接する。町域の東部は鵜沼、鵜沼宝積寺町、桜木町、西部は鵜沼東町、鵜沼南町、南部は鵜沼南町、愛知県犬山市、桜木町、北部は鵜沼、鵜沼東町、鵜沼台に接する。
町域にはJR高山本線が通過する。
地名は宝積寺山の崎にあることに因む。かつては鵜沼町山崎区であった。
道路
- 県道207号各務原美濃加茂線

## 歴史
1921年（大正10年）に高山本線鵜沼駅が開業すると、駅周辺に人が集まり集落が形成され、やがて山崎区と呼称されるようになる。
1972年（昭和47年）12月25日、鵜沼の一部をもって鵜沼山崎町を設置する。2014年（平成26年）6月に鵜沼山崎町の一部と鵜沼宝積寺町の一部などで桜木町を設置する。

## 世帯数と人口
2024年（令和6年）10月1日現在の世帯数と人口は以下の通りである。
| 丁目             | 世帯数  | 人口    |
| ---------------- | ------- | ------- |
| 鵜沼山崎町一丁目 | 88世帯  | 193人   |
| 鵜沼山崎町二丁目 | 52世帯  | 115人   |
| 鵜沼山崎町三丁目 | 108世帯 | 239人   |
| 鵜沼山崎町四丁目 | 81世帯  | 144人   |
| 鵜沼山崎町五丁目 | 69世帯  | 152人   |
| 鵜沼山崎町六丁目 | 197世帯 | 385人   |
| 鵜沼山崎町七丁目 | 78世帯  | 196人   |
| 鵜沼山崎町八丁目 | 84世帯  | 157人   |
| 鵜沼山崎町九丁目 | 92世帯  | 272人   |
| 計               | 849世帯 | 1,853人 |

## 小・中学校の学区
市立小・中学校に通う場合、学区は以下の通りとなる。尚、鵜沼山崎町の場合は、自治会によって学区が異なる
| 自治会名                                             | 小学校                   | 中学校               |
| ---------------------------------------------------- | ------------------------ | -------------------- |
| 山崎第1（1班・2班）                                  | 各務原市立鵜沼第一小学校 | 各務原市立鵜沼中学校 |
| 山崎第1（1班・2班を除く）、山崎第2、山崎第3、山崎第4 | 各務原市立鵜沼第三小学校 | 各務原市立緑陽中学校 |

## 交通
- JR高山本線鵜沼駅
- 岐阜バス緑苑八木山線
- 各務原市ふれあいバス鵜沼線、東西線朝夕便

## 主な施設
- JR高山本線鵜沼駅
- 鵜沼東福祉センター
- 山崎区公民館
- 村国真墨田神社
- 鵜沼夫婦龍神社
- 北野神社
- 各務原リハビリテーション病院